# Tigridania quadricincta
Tigridania quadricincta är en fjärilsart som beskrevs av William James Kaye 1915. Tigridania quadricincta ingår i släktet Tigridania och familjen björnspinnare. Inga underarter finns listade i Catalogue of Life.